# Станислав Монюшко
Станѝслав Моню̀шко (на полски: Stanisław Moniuszko) е полски композитор, диригент, органист и музикален педагог.

## Биография

### Произход и образование
Станислав Монюшко е роден на 5 май 1819 г. в гр. Убел, близо до Минск, дн. Беларус. Семейството му принадлежи към полската аристокрация. Първоначално получава домашно образование при своята майка Елжбета. През 1827 г. започва да взема уроци по пиано при Аугуст Фрейер във Варшава, а от 1830 г. учи в Минск при Доминик Стефанович. През 1837 г. заминава за Берлин, където учи инструментация, хармония и диригентура при Карл Фридрих Рунгенхаген и натрупва практика като диригент на хорове и солисти.

### Кариера и смърт
През 1840 г. Монюшко се завръща в Полша. Първоначално се установява във Вилно (дн. Вилнюс, Литва). Дава частни уроци по пиано и работи като органист в църквата „Св. Ян“. Създава аматьорски хор и представя пред публика творби на Волфганг Амадеус Моцарт, Йозеф Хайдн, Феликс Менделсон-Бартолди, Лудвиг ван Бетовен. Периодично пътува до Петербург, където представя собственото си творчество и се запознава с Михаил Глинка.
През 1848 г. поставя на сцена своята опера „Халка“. На 1 януари 1858 г. творбата е представена във Варшава, където се радва на огромен успех. Поканен е да стане първи диригент на Полската опера в Големия театър във Варшава. Още през 1858 г. поставя на нейната сцена своята опера „Флис“. Заема поста в продължение на 15 години, като същевременно ръководи църковни хорове и ежегодно участва като диригент на композиторски концерти. През 1865 г. представя операта „Страшният двор“, която повтаря успеха на „Халка“. От 1864 г. преподава в Музикалния институт във Варшава. Представя свои твоби в Германия, Франция и други европейски държави.
Умира от сърдечен удар на 4 юни 1872 г. и е погребан в гробището Повьонзки във Варшава.

## Наследство
Станислав Монюшко е автор на опери, оперети и балети, камерни творби, както и на цикъл от 268 песни върху текстове на полски и чуждестранни поети и фолклорни произведения. Считан е за създател на полската национална опера. От 1951 г. Варшавското музикално дружество, в чието учредяване през 1871 г. участва Станислав Монюшко, носи неговото име. В библиотеката и архива на Дружеството се съхравянат документи, свързани с творчеството на композитора. През 1992 г. по инициатива на Мария Фолтин е учреден Монюшковият конкурс за млади изпълнители. Неговата цел е да популяризира вокалното творчество не само на Монюшко, но и на други видни полски композитори (Фредерик Шопен, Карол Шимановски, Игнаци Падеревски, Кшищоф Пендерецки).